# Zvodeň
Zvodeň je hydraulicky jednotná a souvislá akumulace gravitačních podzemních vod v hornině, tj. spojité těleso vody (akumulace) v kolektoru, kterým se mohou šířit hydraulické impulsy, resp. může docházet k přenosu (transportu) hmot. Podle tlaku na vrchní hranici zvodně se rozlišuje napjatá zvodeň a volná (nenapjatá) zvodeň.

## Zvodeň artéská

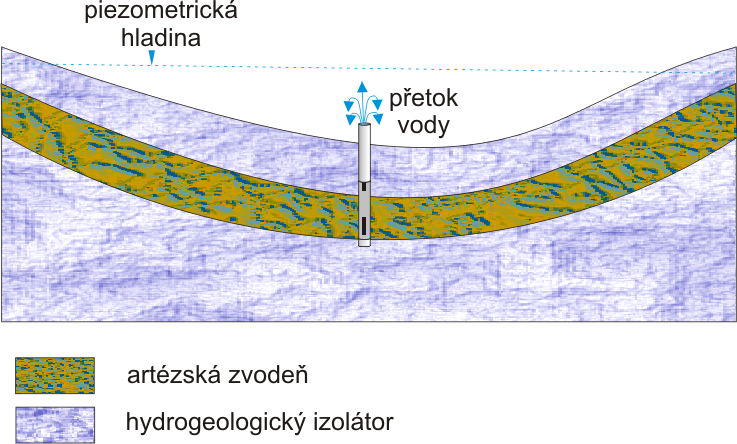
Artéská zvodeň

Zvodeň shora uzavřená nepropustným stropem (izolátorem, artéským stropem) s napjatou hladinou. Po provrtání stropního izolátoru vystoupí vody na příslušnou piezometrickou tlakovou hladinu, která leží nad úrovní terénu. Artéská zvodeň je speciálním případem napjaté zvodně, kde je tlak vody natolik vysoký, že po navrtání vrtu voda samovolně vystupuje na povrch nebo nad něj bez nutnosti čerpání. 

## Zvodeň freatická

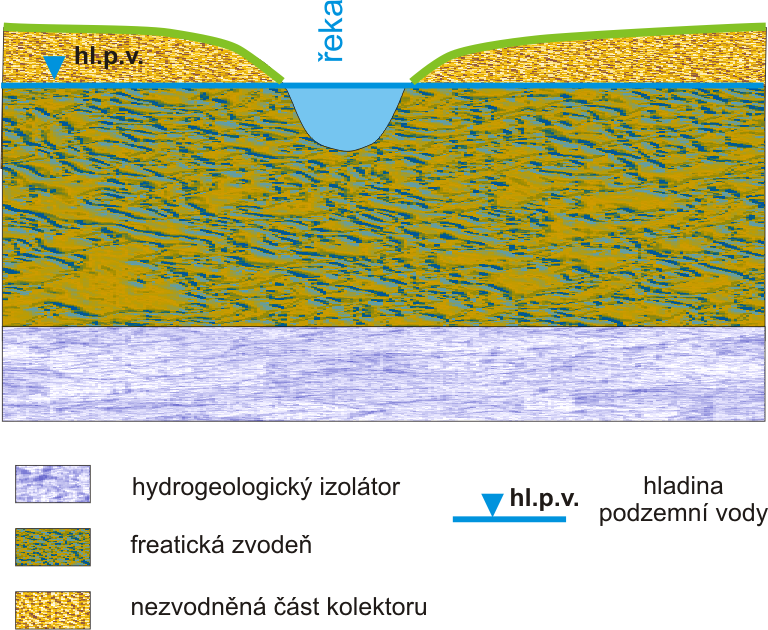
Freatická zvodeň

Zvodeň (často nenapjatá) uložená v malé hloubce pod povrchem terénu, a proto lehce dosažitelná studnami nebo jinými nehlubokými záchytnými objekty. Nejčastěji je vázaná na kvartérní uloženiny, zvětralinový plášť nebo na připovrchovou zónu. 

## Zvodeň napjatá

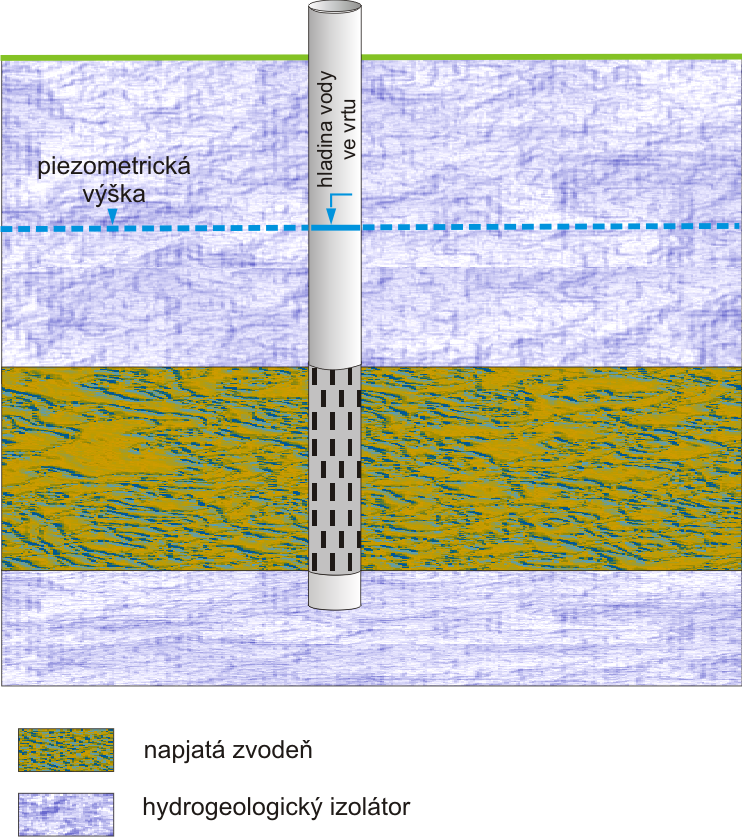
Napjatá zvodeň

Zvodeň s napjatou hladinou, tj. s vyšším hydrostatickým tlakem na vrchní hranici než je atmosférický tlak. Vytváří se v hydrogeologickém kolektoru, který je shora ohraničený stropním izolátorem po nasycení celé mocnosti hydrogeologického kolektoru. Hladina podzemní vody by vystoupila nad strop kolektoru, pokud by zde byla propustná vrstva nebo vrt (studna). Kolektor je z obou stran obklopen izolátory (svrchní i spodní hranice zvodně je geologická). Jedná se o podzemní vodu, která je uzavřena mezi dvěma nepropustnými vrstvami (např. jílem nebo nepropustnou horninou). Voda v napjaté zvodni je pod tlakem, ale pokud se do ní navrtá vrt, voda nemusí samovolně vystoupit nad povrch terénu.

## Zvodeň nenapjatá (s volnou hladinou)

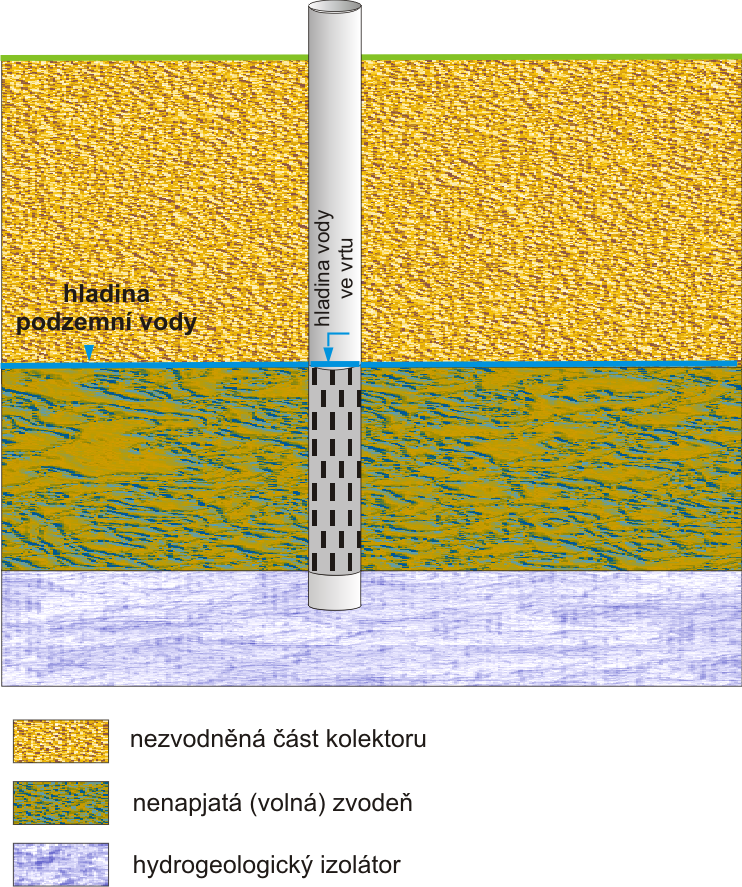
Nenapjatá (volná) zvodeň

Zvodeň s volnou hladinou (akumulace nenapjaté podzemní vody) s gravitačním filtračním tokem. Vyplňuje póry pouze ve spodní části kolektoru. Na hladině podzemní vody je tlak atmosférický. Tuto svrchní hranici zvodně tvoří tzv. hydrogeologická hranice (nestabilní, proměnná s dotací nebo úbytkem vody v systému); spodní hranici tvoří geologická hranice (stabilní, daná např. rozhraním vrstev). Nad hladinou podzemní vody se nalézá tzv. nesaturovaná zóna (pásmo provzdušnění nebo aerace); pod hladinou podzemní vody, kde jsou póry nebo pukliny jsou zcela vyplněny vodou leží saturovaná zóna (pásmo saturace nebo nasycení).

## Zvodeň visutá

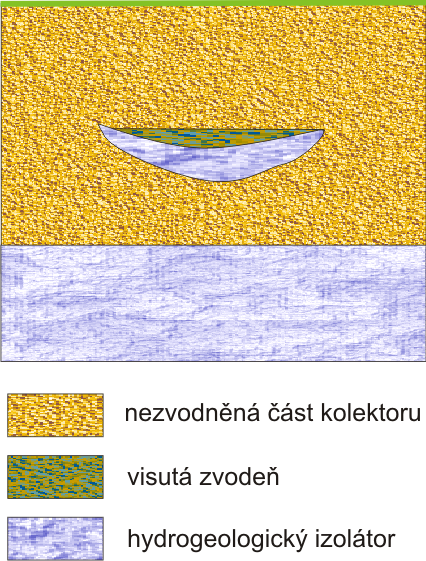
Visutá zvodeň

Nahromadění podzemních vod v pásmu provzdušnění nad povrchem vrstev nebo čoček s malou propustností. Viz také zavěšená zvodeň.

## Zvodeň zavěšená

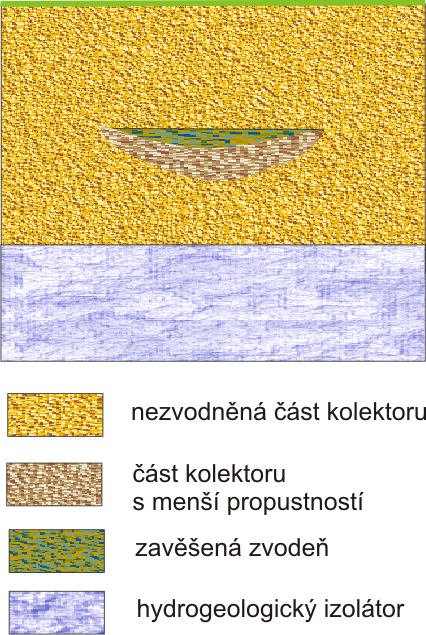
Zavěšená zvodeň

Hydraulicky jednotná akumulace volné podzemní vody uvnitř pásma provzdušnění nad povrchem lokálních hydrogeologických izolátorů. Báze zavěšené zvodně je od hlouběji ležícího pásma nasycení oddělena provzdušněným úsekem.

## Geometrické a energetické charakteristiky zvodně

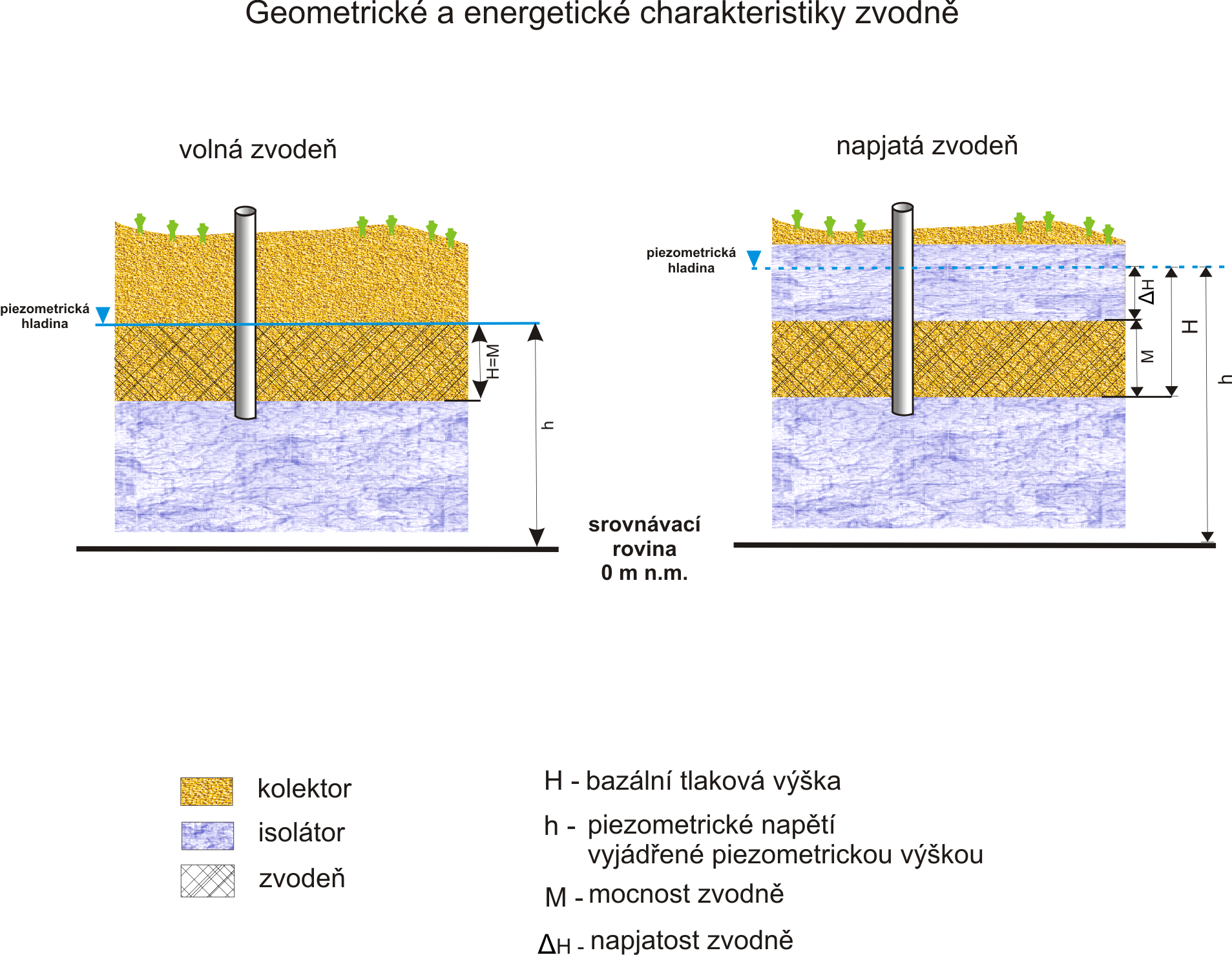
Geometrické a energetické charakteristiky zvodně

Každá zvodeň má své geometrické a energetické charakteristiky. Přehled základních charakteristik je vidět z obrázku – viz také hladina podzemní vody.